# Мирза Али Шабустари
Мирза Али Шабустари (азерб. Hacı Mirzə Əli Şəbüstəri 1898, Шебестер, Восточный Азербайджан — неизвестно) — писатель, публицист, политический деятель. Во время существования Азербайджанского Национального Правительства, образованного в Тебризе, занимал пост председателя Национального Меджлиса и был первым редактором газеты «Азербайджан», которая являлась печатным органом Азербайджанской Демократической Партии (АДП).
Он принимал участие в движениях Хиябани, Лахути и «21 Азер». За свою политическую деятельность многократно подвергался преследованиям и арестам. После падения Азербайджанского Национального Правительства был арестован дважды. Сведений о его дальнейшей судьбе не сохранилось.

## Биография

### Ранние годы
Хаджи Мирза Али Шабустари родился в 1898 году в городе Шабустар.В 1916 году стал членом Партии «Адалет». В 1920 году участвовал в движении шейха Мухаммеда Хиябани в Тебризе. Двое его братьев, принимавших участие в этом движении, вместе с Саламуллой Джавадом переехали в Баку, а Хаджи Али Шабустари остался в Тебризе, где постоянно находился под надзором властей и не имел права покидать город.
В 1921 году публиковался в журнале «Молла Насреддин», который выходил в Тебризе.
Шабустари состоял в партии «Туде» и участвовал в создании её Тебризского комитета, но позже вышел из рядов партии. В 1941 году, по инициативе Исмаила Шемса, Али Машынчи, Хилала Насири и других, в Тебризе была основана организация «Азербайджан», председателем которой стал Хаджи Мирза Али Шабустари. С 1 ноября 1941 года начала выходить одноимённая газета «Азербайджан» — печатный орган этой организации. Её редакторами были Мирза Али Шабустари и Исмаил Шемс. Впоследствии данное издание стало официальным печатным органом Азербайджанской Демократической Партии. Участники общества «Азербайджан» активно писали стихи и статьи, в которых критиковали капитализм, империализм и колониализм. Из-за этой деятельности они подверглись преследованиям, и в 1942 году Хаджи Мирза Али Шабустари, Исмаил Шемс, Мир Мехди Этимад и Мохаммед Бирия были вывезены из Тебриза в Баку по распоряжению заместителя Наркома внутренних дел Азербайджанской ССР, генерала Агаселима Атакишиева.

### В период Азербайджанского Национального Правительства

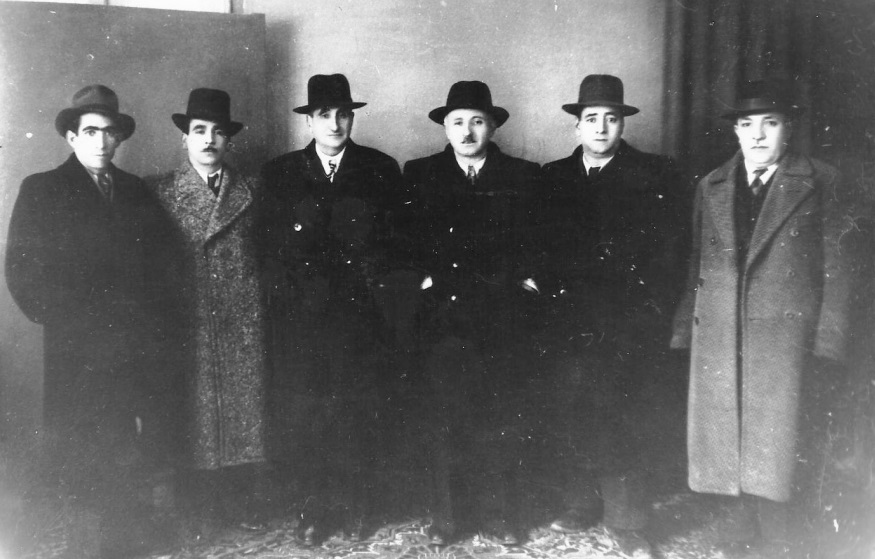
Таги Шахин, Мухаммад Бирия, Хаджи Мирза Али Шабустари, Сейид Джафар Пишевари, Садик Падеган и Саламулла Джавид.

14 сентября 1945 года в Тебризе, на собрании, посвящённом созданию Азербайджанской Демократической Партии, была сформирована Организационная комиссия из 14 человек, в которую вошёл и Хаджи Али Шабустари. 20 ноября 1945 года он был избран председателем Национального Меджлиса Азербайджанского Народного Конгресса, начавшего работу в здании театра «Арк» в Тебризе. 12 декабря 1945 года состоялось первое заседание Азербайджанского Национального Меджлиса; в ходе него был избран президиум из 9 человек под председательством Мирзы Али Шабустари, которому предстояло следить за исполнением законов и постановлений Меджлиса. После провозглашения Азербайджанского Национального Правительства Шабустари занял пост председателя Национального Меджлиса.
Кроме того, он возглавил новосозданный Языковой комитет. Во время его работы на территории Азербайджана все магазины и столовые с персидскими названиями были переименованы на азербайджанский язык. Также комитет планировал провести некоторые реформы в азербайджанском языке. В январе 1946 года Хаджи Али Шабустари подписал указ о демонтаже памятника Реза Пехлеви из сада «Гюлистан». Согласно этому указу, на месте памятника Реза Пехлеви был установлен памятник Саттархану, а сад переименован в «Сад Сардaра». Рядом с крепостью «Арк» был также установлен памятник Багырхану.
1 августа 1946 года делегация под руководством Саламуллы Джавида, в состав которой входили Хаджи Мирза Али Шабустари, Садыг Падеган, генерал Махмуд Панахиан, полковник Муртазави и майор Тограи, отправилась в Тегеран на переговоры.

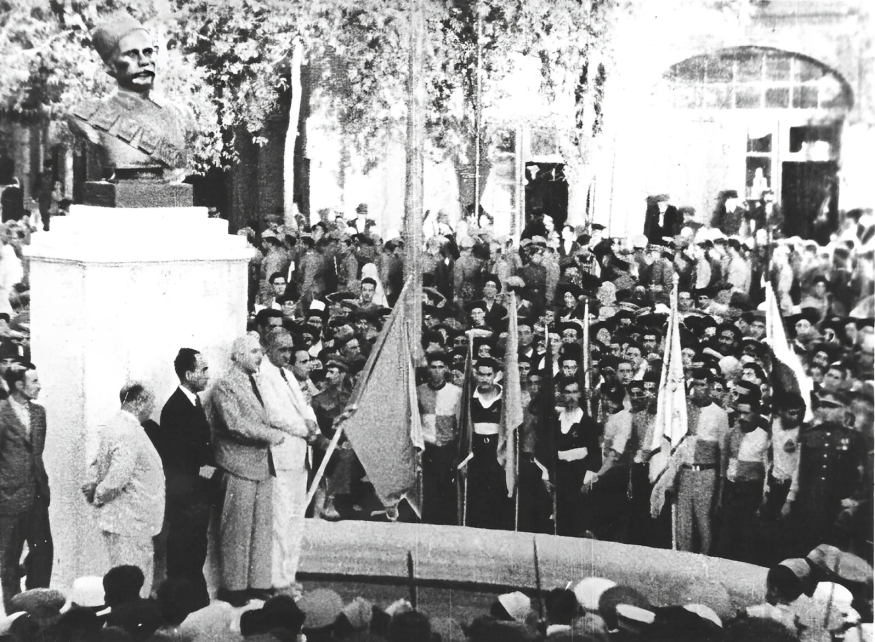
Церемония открытия бюста Багирхана в Тебризе, 1946 год. Слева направо: Саламулла Джавид, Зейналабдин Киями, Сейид Джафар Пишевари, Хаджи Мирза Али Шабустари

5 декабря 1946 года шахские войска, наступавшие в направлении Мийане, были остановлены отрядами федаев. Из разных районов Азербайджана люди обращались к Национальному Правительству с просьбами вооружить их для борьбы против шахской армии. В ответ под руководством Сейида Джафара Пишевари был создан Комитет обороны. В его состав вошли Хаджи Мирза Али Шабустари, Кази Махаммед, Гулам Яхья, Махмуд Пенахиан и Садыг Падеган. Первым решением Комитета стало объявление в Тебризе военного положения и формирование добровольческих отрядов. На начальном этапе в них вступило 600 человек. После этого Пишевари повторно обратился к Советскому Союзу за военной помощью, однако просьба осталась без ответа. 11 декабря 1946 года, после того как Сейид Джафар Пишевари и другие члены правительства покинули Тебриз, в городе остались Саламулла Джавид, Мохаммед Бирия, Миррахим Вилайи и Хаджи Али Шабустари. 13 декабря 1946 года иранская армия, поддерживаемая США и Великобританией, вошла в Тебриз, и Азербайджанское Национальное Правительство пало.
После этого Хаджи Али Шабустари был арестован вместе с Саламуллой Джавадом и доставлен в Тегеран, где их держали под домашним арестом. 13 мая 1947 года ему разрешили отправиться вместе с семьёй в Исфахан, где служил его сын, и отбывать наказание там. 7 июня 1947 года он был освобождён. Некоторое время после освобождения жил в Ширазе. В феврале 1948 года его перевезли из Шираза в Тегеран и вновь арестовали. В апреле 1948 года, вместе с Саламуллой Джавадом, был приговорён к двум годам тюрьмы. В июле 1948 года его освободили.
Дальнейшие сведения о жизни Хаджи Мирзы Али Шабустари отсутствуют.